# Charadrius semipalmatus
Charadrius semipalmatus là một loài chim trong họ Charadriidae.
Loài chim này có trọng lượng 22–63 g (0,78–2,22 oz) và dài 14–20 cm (5,5–7,9 in) và chiều dài qua hai cánh là 35–56 cm (14–22 in). Chim trưởng thành có cánh và lưng màu nâu xám, bụng trắng và ngực trắng với dải cổ đen. Nơi sinh sản là các mặt đất mở trên các bãi biển hay bãi đất bằng phẳng khắp bắc Canada và Alaska. Chúng đẻ trên mặt đất ở nơi có ít hoặc không có cây cối.

## Hình ảnh

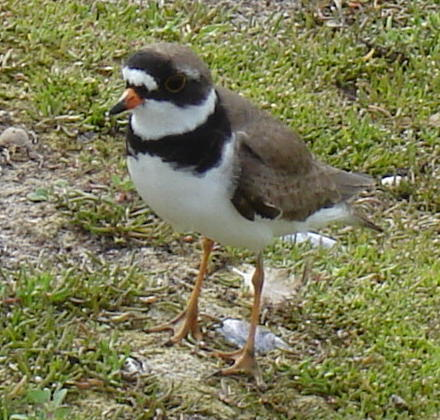
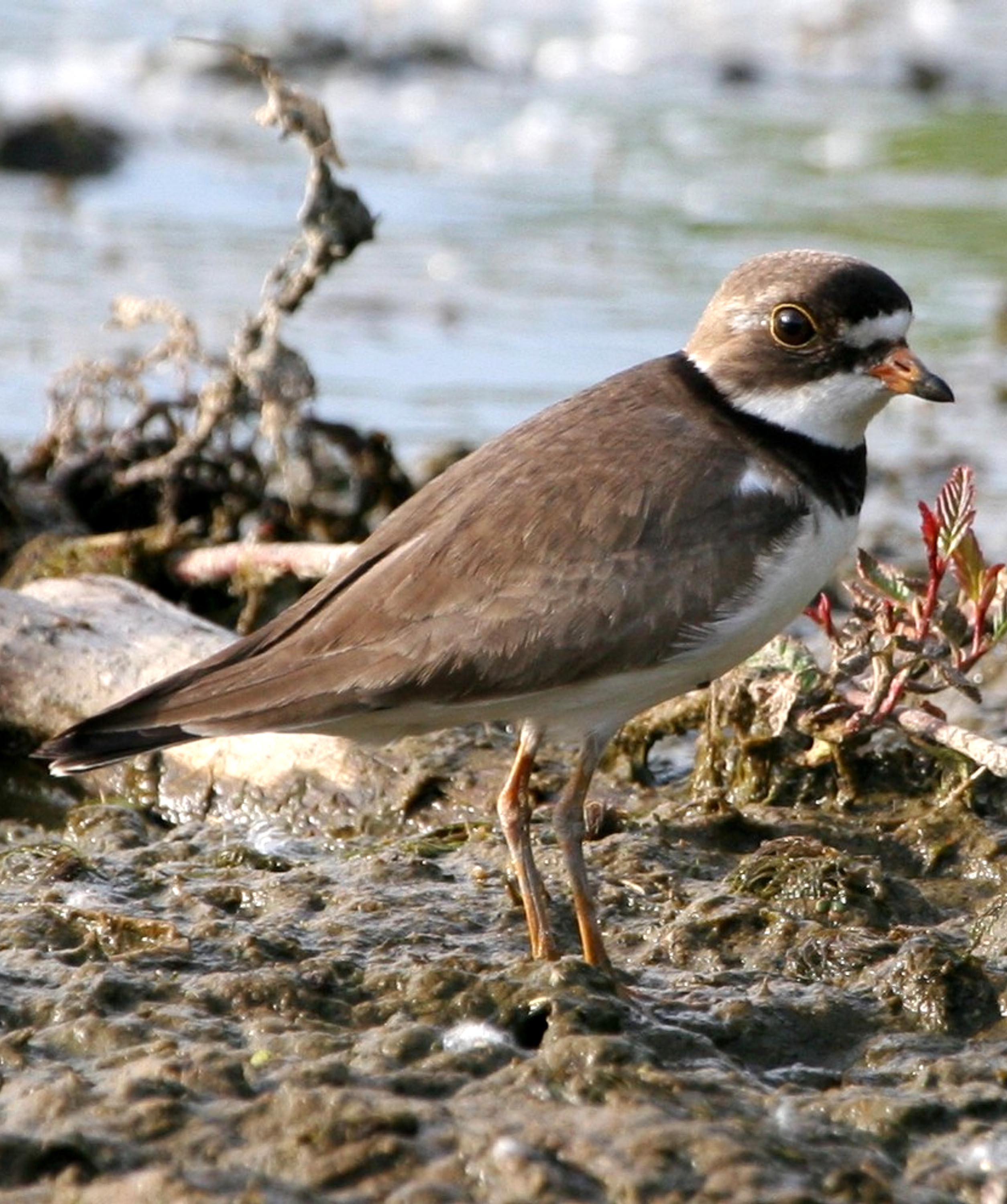
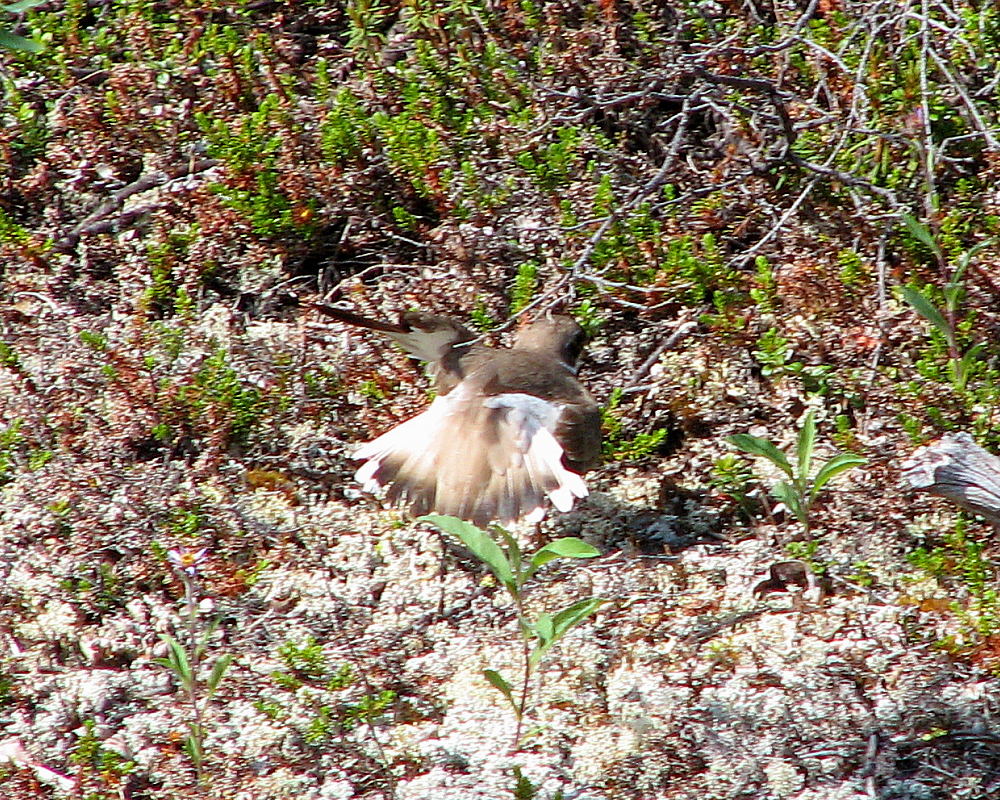
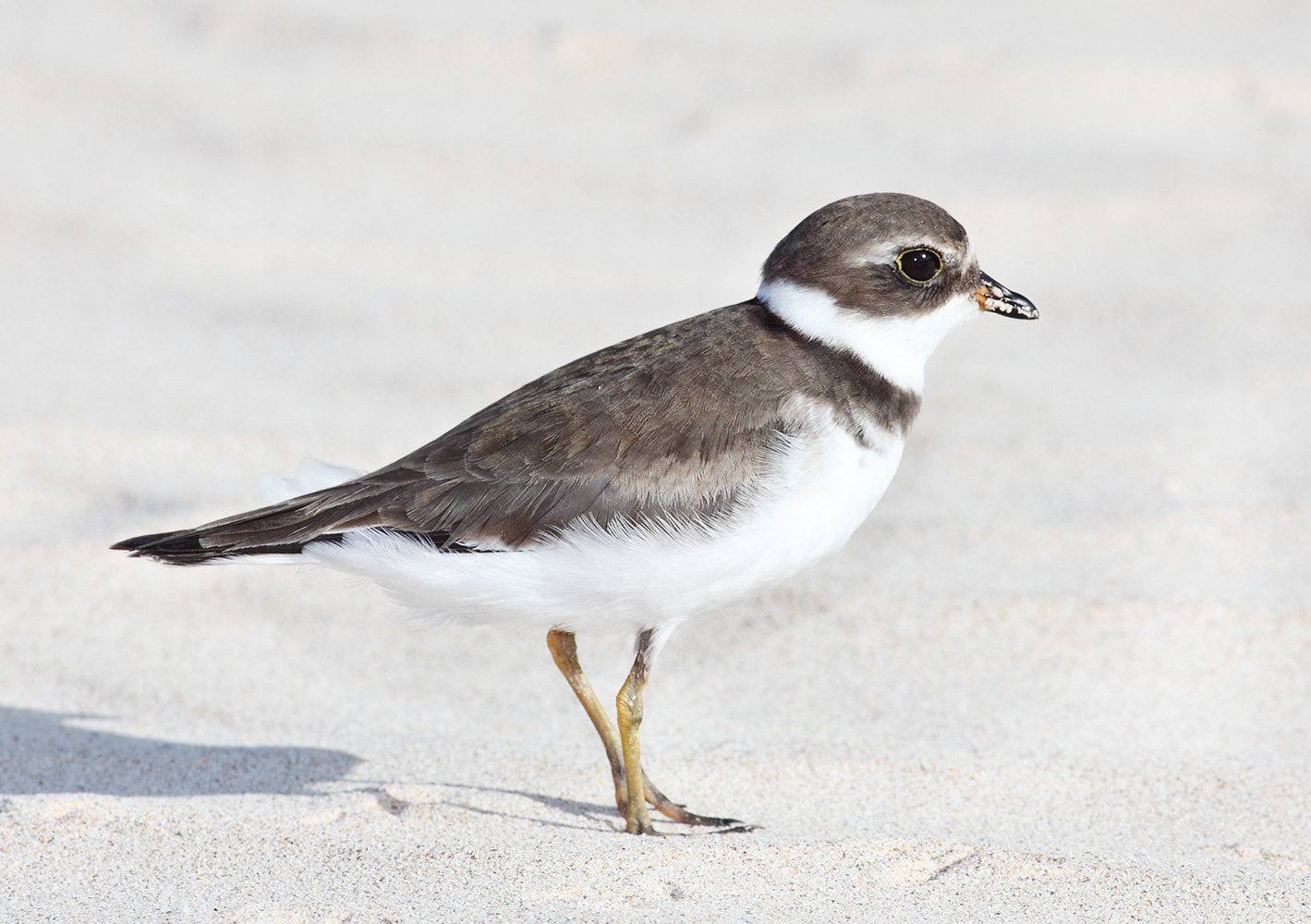